# Kloster Agios Dionysios
Die beiden Klöster namens Agios Dionysios (griechisch 'Αγιος Διονύσιος) befinden sich in Griechenland im Olymp-Gebirge. Vor den Klöstern Kanalon,  Agia Triada, Sparmou und Ephraim ist es das bedeutendste Kloster der Region Olymp.

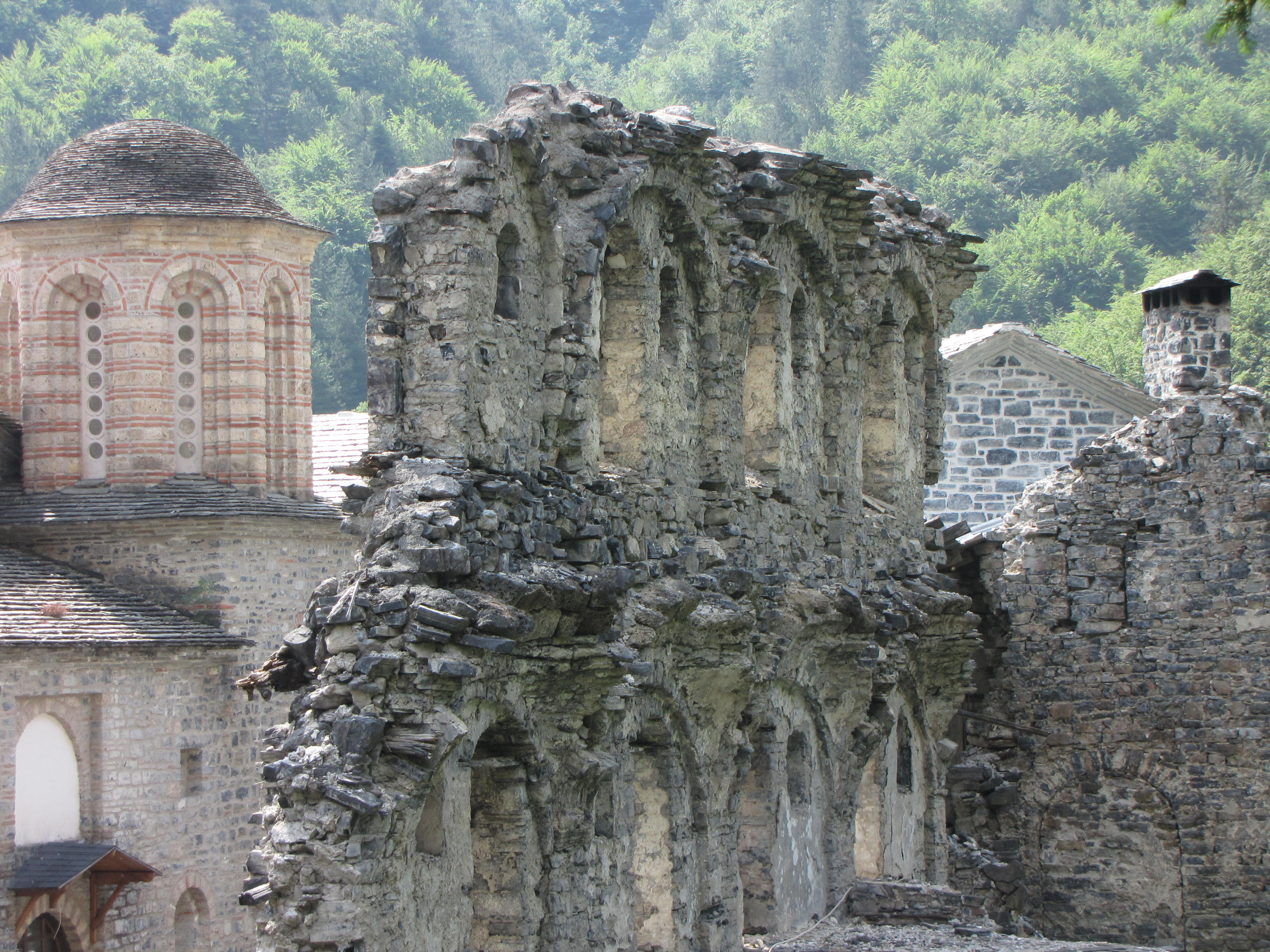
Das alte Kloster Agios Dionysios

## Lage
Das ältere der beiden Klöster liegt an der Enipeas-Schlucht in 850 m Höhe. Das neuere Kloster liegt rund zwei Kilometer außerhalb von Litochoro.

## Name
Ursprünglich war der Name des alten Klosters Agia Triada, Heilige Dreifaltigkeit, (griechisch Αγία Τριάδα). Im Laufe der Zeit hat sich jedoch der Name seines Gründers, des heiligen Dionysios, durchgesetzt. Das neue Kloster wurde direkt nach dem Heiligen Dionysios benannt.

## Geschichte (altes und neues Kloster)

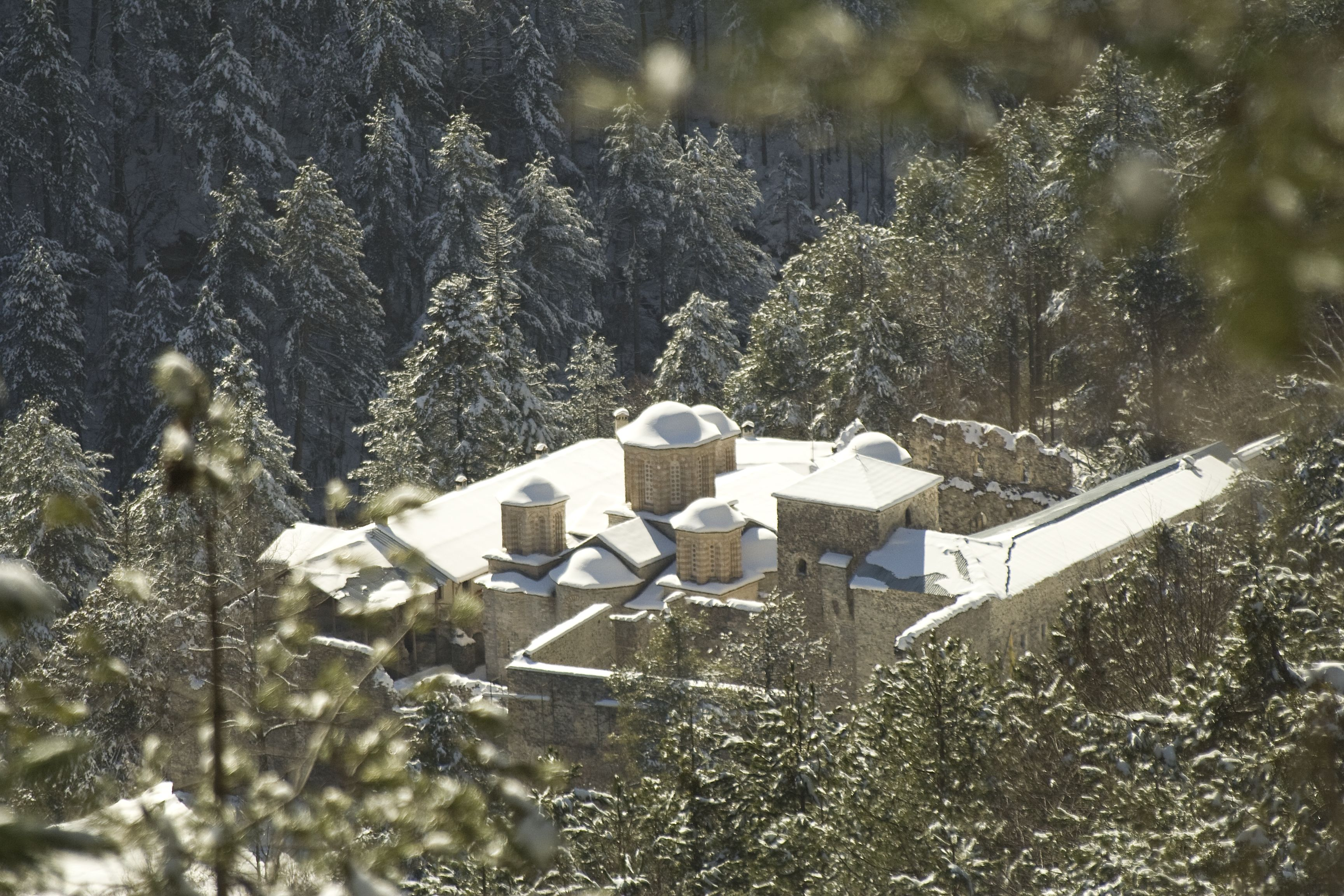
Das alte Kloster im Winter

Im Jahr 1542 wurde es von dem Heiligen Dionysios gegründet und der Heiligen Dreifaltigkeit gewidmet. Von starken hohen Mauern umgeben und von einem Wachturm überragt, ähnelt es einer kleinen Festung. Während verschiedener Konflikte diente es als Zufluchtsort für Zivilisten, aber auch für kämpfende Truppen. Heute erblickt der Besucher von außen eine Ruine. In seiner Geschichte wurde das Kloster mehrmals zerstört und wieder aufgebaut. 1821 ließ Veli Pascha es niederbrennen. Den letzten destruktiven Schlag aber versetzte ihm die deutsche Wehrmacht im April 1943. Da sich griechische Freiheitskämpfer im Kloster zurückgezogen haben sollen, wurde es zunächst bombardiert und später gesprengt.
Die Mönche verließen daraufhin das zerstörte Kloster und bezogen das Metochi, den Gutshof, des Klosters. Das Metochi wurde 1650 gegründet und bestand neben den Ländereien lediglich aus einer Kirche, den Wirtschaftsgebäuden und einem weiteren Gebäude, in dem die Mönche wohnten, die sich um den Betrieb des Gutshofes kümmerten. Dieser Gutshof wurde nach dem Zweiten Weltkrieg sukzessive zu einem Kloster erweitert. Der ältere Teil des neuen Klosters ist mit einer schweren Eisentür versehen und so von der restlichen Anlage getrennt. Der Zugang zu diesem Bereich, dem Abaton, ist nur Männern gestattet. Hier befinden sich die alte Kirche, die Zellen der Mönche, das Refektorium und das Verwaltungsgebäude. Etwas außerhalb sind die Ställe, Werkstätten und die Käserei. Alle anderen Gebäude, außerhalb des Abatons, wie die neue Kirche oder das Museum, wurden nach 1985 errichtet.

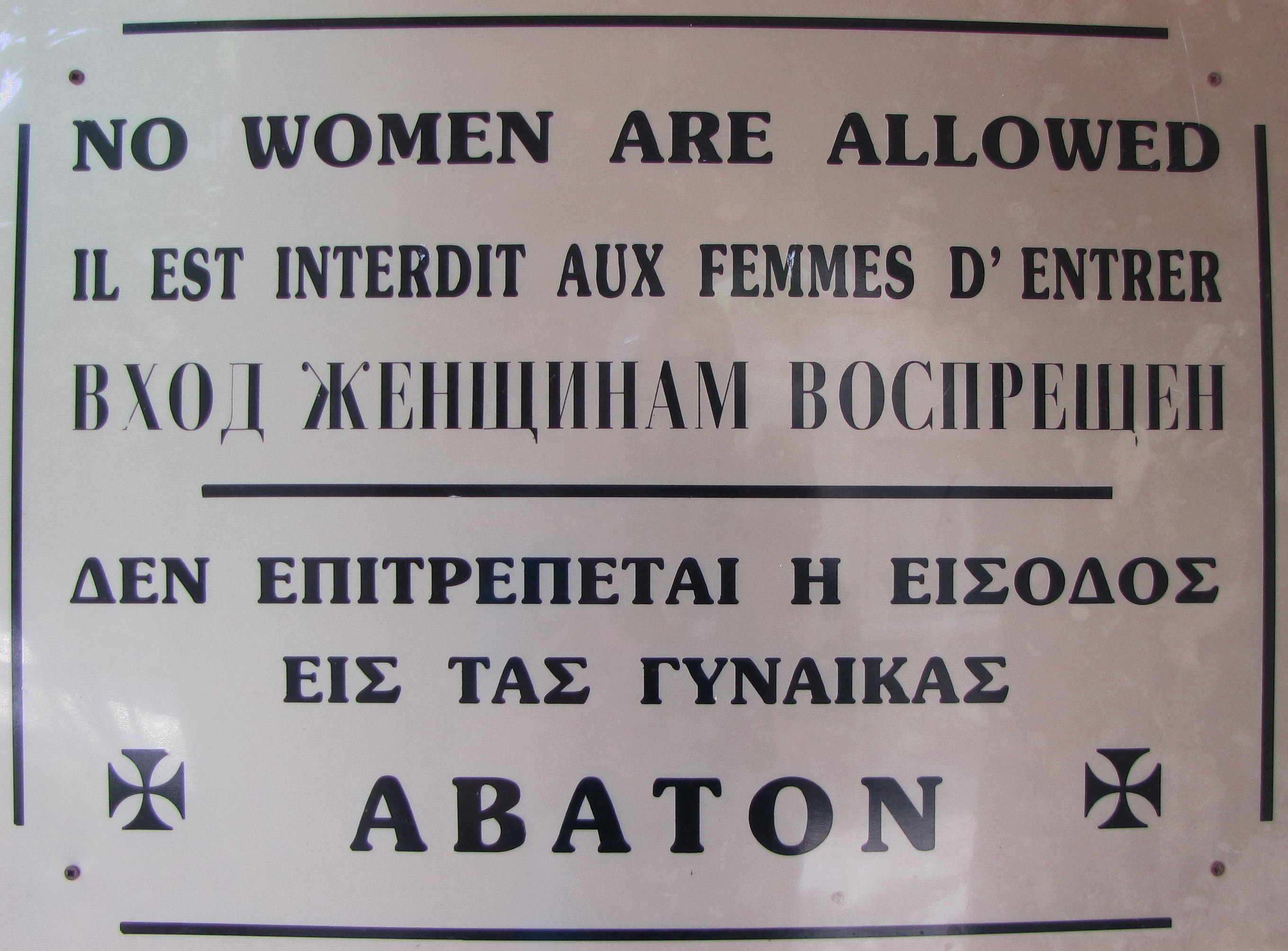
Das Abaton im neuen Kloster des Heiligen Dionysios

Bei dem Kloster Agios Dionysios handelt es sich um ein Stauropegion, es ist also direkt dem Patriarchen von Konstantinopel (Istanbul) unterstellt.

## Kirche (neues Kloster)
Sie wurde im klassischen orthodoxen Stil erbaut. Ein Bild des Heiligen Dionysios ziert den Eingang. Im Inneren gibt es neben der üblichen prunkvollen Ausstattung eines Katholikons einige Besonderheiten. Auffällig ist, dass viele Stühle, Stehpulte und andere Gegenstände mit Intarsien verziert sind. Die Einlagen bestehen aus Elfenbein oder Perlmuttplättchen. Ehemalige Geschosshülsen werden als Blumenvasen genutzt. Ein Künstler hat aus dem Metall in Relieftechnik kirchliche Motive herausgearbeitet. So sieht man den heiligen Dionysios, wie er predigt oder Darstellungen anderer bedeutender Szenen. Auf einem kleinen Tisch steht eine Ikone, auf der die Auferstehung Jesus Christus abgebildet ist. Daneben steht ein Körbchen mit Zetteln und Kugelschreibern. Gläubige, die eine Bitte an den Heiligen richten wollen, können sie hier zu Papier bringen.

## Museum (neues Kloster)
Im Westen der Anlage befindet sich das Museum. In unruhigen Zeiten, von denen das alte Kloster ja einige erlebte, haben beherzte Mönche den Klosterschatz in geheimen Gewölben versteckt. Eine Auswahl der geretteten Exponate:
- Drei silberne Schädel, in die Knochenstücke von Heiligen eingearbeitet wurden, werden zusammen mit anderen Reliquien ausgestellt.
- Alte Schriftstücke, unter anderem die Urkunde aus dem Jahr 949 des islamischen Kalenders (1542 n. Chr.), in dem die türkischen Besatzer die Reparatur (tatsächlich wohl eher die Gründung) eines Klosters auf dem Olymp erlauben.
- Durch eine Lupe kann man feinste Holzschnitzereien innerhalb eines metallenen Kreuzes bewundern.
- Ein mit Goldfäden gesticktes Epitaph, das in den Jahren 1578 und -79 von Arsenius, einem Mönch der Meteoraklöster, angefertigt wurde.
- Einige der geretteten Ikonen des alten Klosters.
- Mit Intarsien versehene Stehpulte und vieles mehr.

Recht unscheinbar, aber doch bedeutend, hängen einige gerahmte Schwarzweiß-Fotografien in der Nähe des Eingangs. Sie zeigen das alte Kloster oben in den Bergen unmittelbar vor seiner Zerstörung. Ein Soldat der Wehrmacht hat diese Bilder heimlich gemacht und sie vor einigen Jahren dem Kloster zugeschickt.

## Kapelle des Heiligen Dionysios

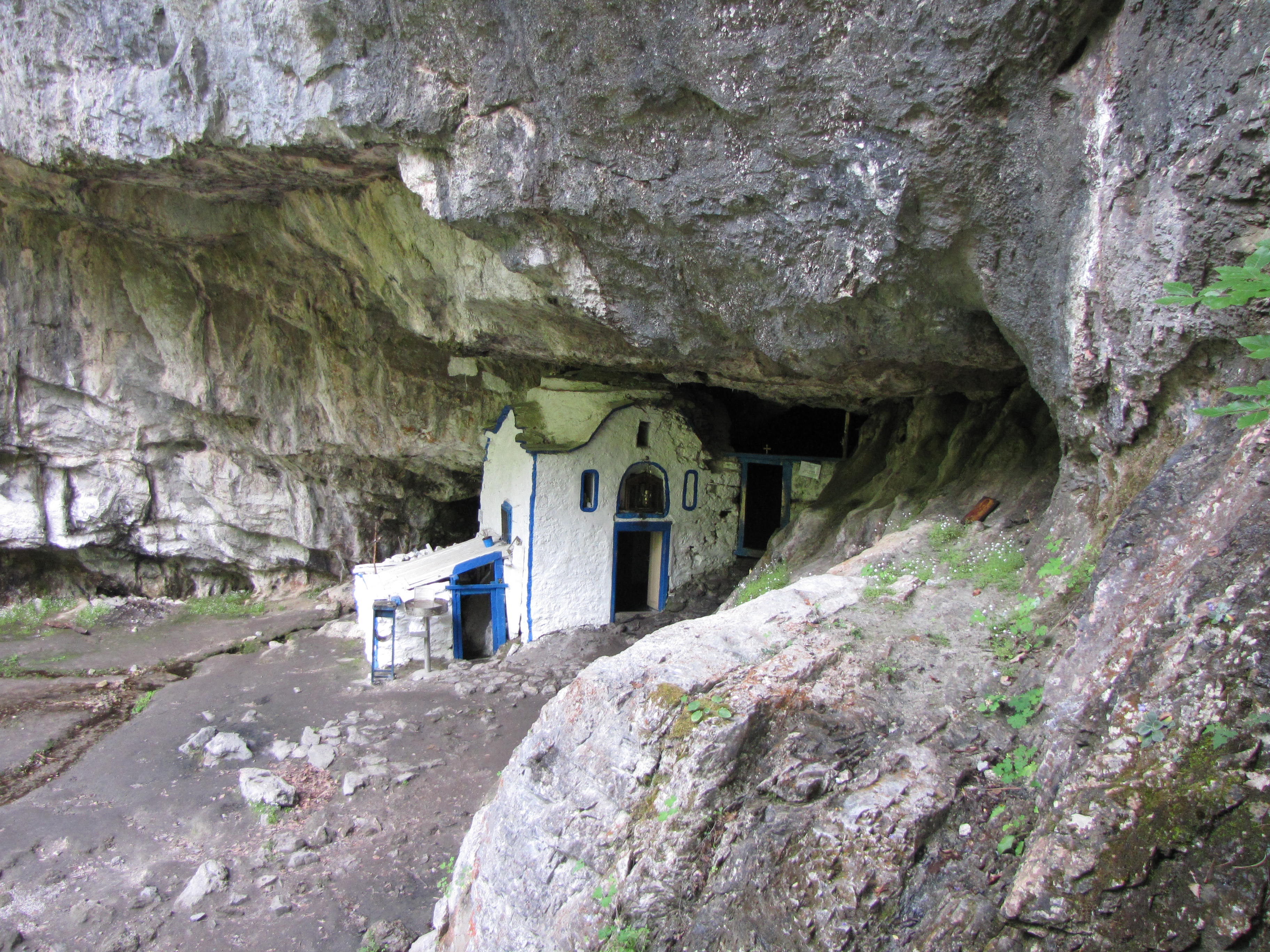
Kapelle des Heiligen Dionysios

Zwanzig Gehminuten vom alten Kloster entfernt befindet sich die Kapelle des Heiligen Dionysios. Sie liegt am Enipeas Fluss in südöstlicher Richtung vom Kloster aus gesehen. Wer von Litochoro aus nach Prionia aufsteigt, kommt zwangsläufig an der Kapelle vorbei. Sie ist unter einem überhängenden Felsen, direkt über einer Quelle gebaut. Sie besteht aus einem kleinen Andachtsraum, in der der Heilige während seiner Zeit als Eremit die heilige Liturgie zelebrierte. Ein kleiner, niedriger Verschlag diente ihm als Schlafplatz.